# Autômato híbrido
Na teoria dos autômatos, um autômato híbrido é um modelo matemático para descrever precisamente sistemas onde processos computacionais digitais interagem com processos físicos analógicos. Um autômato híbrido é uma máquina de estados finitos com um conjunto finito de variáveis contínuas, cujos valores são descritos por um conjunto de equações diferenciais comuns. Esta especificação combinada de comportamentos discretos e contínuos permite que sistemas dinâmicos que compreendem dois componentes digitais e analógicos a serem modelados e analisados.

## Exemplos
Um exemplo simples é o sistema sala-termostato-aquecedor, onde a temperatura da sala evolui de acordo com duas leis, as da termodinâmica, e do estado do aquecedor (ligado / desligado); o termostato julga a temperatura, executa computações precisas e modifica o aquecedor para ligado e desligado. Em geral, os autômatos híbridos têm sido usados para modelar e analisar uma grande variedade de sistemas embarcados, incluindo sistemas de controle de veículos, sistemas de controle de tráfego aéreo, robôs móveis, e processos de sistemas da biologia..

## Definição Formal
Um autômato híbrido Alur-Henzinger H compreende os seguintes componentes:
- Um conjunto finito {\displaystyle X=\{x_{1},...,x_{n}\}} de variáveis de números reais. O número {\displaystyle n} é chamado de dimensão de {\displaystyle H}. Faça {\displaystyle {\dot {X}}} ser o conjunto {\displaystyle \{{\dot {x}}_{1},...,{\dot {x}}_{n}\}} de variáveis pontuais que representam as primeiras derivadas durante a transformação contínua, e faça {\displaystyle X'} ser o conjunto {\displaystyle \{x'_{1},...,x'_{n}\}} de variáveis preparadas que representam valores na conclusão de transformação discreta.
- Um multigrafo finito direcionado {\displaystyle (V,E)}. Os vértices em {\displaystyle V} são chamados de modos de controle. As arestas em {\displaystyle E} são chamadas de interruptores de controle.
- Três funções de rotulagem de vértices init, inv, and flow que atribuem a cada modo de controle {\displaystyle v\in V} três predicados. Cada condição inicial init{\displaystyle (v)} é um predicado cujas variáveis livres são de {\displaystyle X}. Cada condição invariante inv{\displaystyle (v)} é um predicado cujas variáveis livres são de {\displaystyle X}. Cada fluxo condição de fluxo  flow{\displaystyle (v)} é um predicado cujas variáveis livres são de {\displaystyle X\cup X}.
- Uma função de rotulagem de arestas jump ,que atribui a cada interruptor de controle {\displaystyle e\in E} um predicado. Cada condição de salto jump{\displaystyle (e)} é um predicado cujas variáveis livres são de {\displaystyle X\cup X'}.
- Um conjunto finito de eventos {\displaystyle \Sigma }, e uma função de rotulagem de arestas event: {\displaystyle E\rightarrow \Sigma } que atribui a cada interruptor de controle um evento.

## Modelos Relacionados
Autômatos híbridos ocorrem de várias maneiras: o automato híbrido Alur-Henzinger é um modelo popular, que foi desenvolvido primeiramente para a análise algorítmica do modelo de verificação de sistemas híbridos. A ferramenta de verificação modelo HyTech é baseado nesse modelo. O modelo Autômato Entrada/Saída Híbrido foi desenvolvida mais recentemente. Este modelo permite a modelagem composicional e a análise de sistemas híbridos. Outro formalismo que é útil para implementações do modelo dos autômatos híbridos é o autômato híbrido preguiçoso linear.